# Nüßing
Die Nüßing GmbH ist ein im Jahr 1970 gegründetes Unternehmen, welches mit Beschlägen, Schließanlagen und Werkzeug handelt. Den Sitz hat das Unternehmen in der ostwestfälischen Stadt Verl (Kreis Gütersloh) im deutschen Bundesland Nordrhein-Westfalen. 
Nüßing hat nach Angaben der Tageszeitung Die Glocke im Jahr 2012 einen Umsatz von 104 Millionen Euro erzielt. Aktuell beschäftigt das Unternehmen 365 Mitarbeiter an 13 Standorten.

## Geschichte
Nüßing wurde 1970 von Hans Nüßing an der Kaiserstraße in Gütersloh gegründet. Anfang der 90er Jahre erfolgte die Expansion nach Grimma, Günthersleben und Sonnewalde. Mitte der 1990er Jahre wurde das Unternehmen „Steiner“ aus Siegen übernommen. Nach einem zwischenzeitlichen Umzug an die Gütersloher Umgehungsstraße erfolgte 1998 die Betriebsverlegung mit einem Neubau der Unternehmenszentrale nach Verl. 1999 eröffnete Nüßing einen Standort in Berlin. 
Im Jahr 2001 erfolgte die Übernahme des Dortmunder Unternehmens „von der Vecht“. Die Standorte in Troisdorf und Kassel wurden 2004 eröffnet. 2008 folgte der Standort in Wernberg-Köblitz. Weitere Standorte in Dessau und Habichtswald entstanden in den Jahren 2010 und 2012.